# Aquino de Bragança
Tomaz Aquino Messias de Bragança (nascut el 6 d'abril de 1924 a Bardez (llavors Índia portuguesa), mort el 19 d'octubre de 1986 a les muntanyes Lebombo, al costat sud d'Àfrica) va ser un físic, periodista, diplomàtic i moçambiquès originari de Goa, diplomat en ciències socials per la Universitat Eduardo Mondlane. Va tenir un paper intel·lectual i política principal en la campanya per a la descolonització de Moçambic de la seva potència colonial Portugal.

## Biografia
Els pares d'Aquino eren João Paulo Proença Bragança i Ana Carlota Praxetes Antónia do Rosário Sousa. Tots dos vivien a l'antiga colònia portuguesa de Goa a la costa oest del subcontinent indi. Va passar la seva infància a Goa, on va estudiar al Liceu Nacional de Afonso de Albuquerque a la ciutat llavors anomenada Pangim (també Nova Goa, més tard anomenat Panjim o Panaji). En 1945 va participar en un curs de formació d'Enginyeria Química a Dharwad, a l'aleshores Índia britànica.

## Desenvolupament professional i polític
Des de 1947 va anar a cercar treball a l'Àfrica Oriental Portuguesa, on va començar el seu enfrontament amb les autoritats portugueses. El 1948 marxà a Portugal, on hi va trobar l'escriptor Orlando da Costa, qui també era de Goa i que va estudiar filosofia a la Universitat de Lisboa. Aquí Aquino de Bragança també es va trobar amb el metge Arménio Ferreira i la Casa dos Estudantes do Império, un centre d'estudiants de les colònies de Portugal.

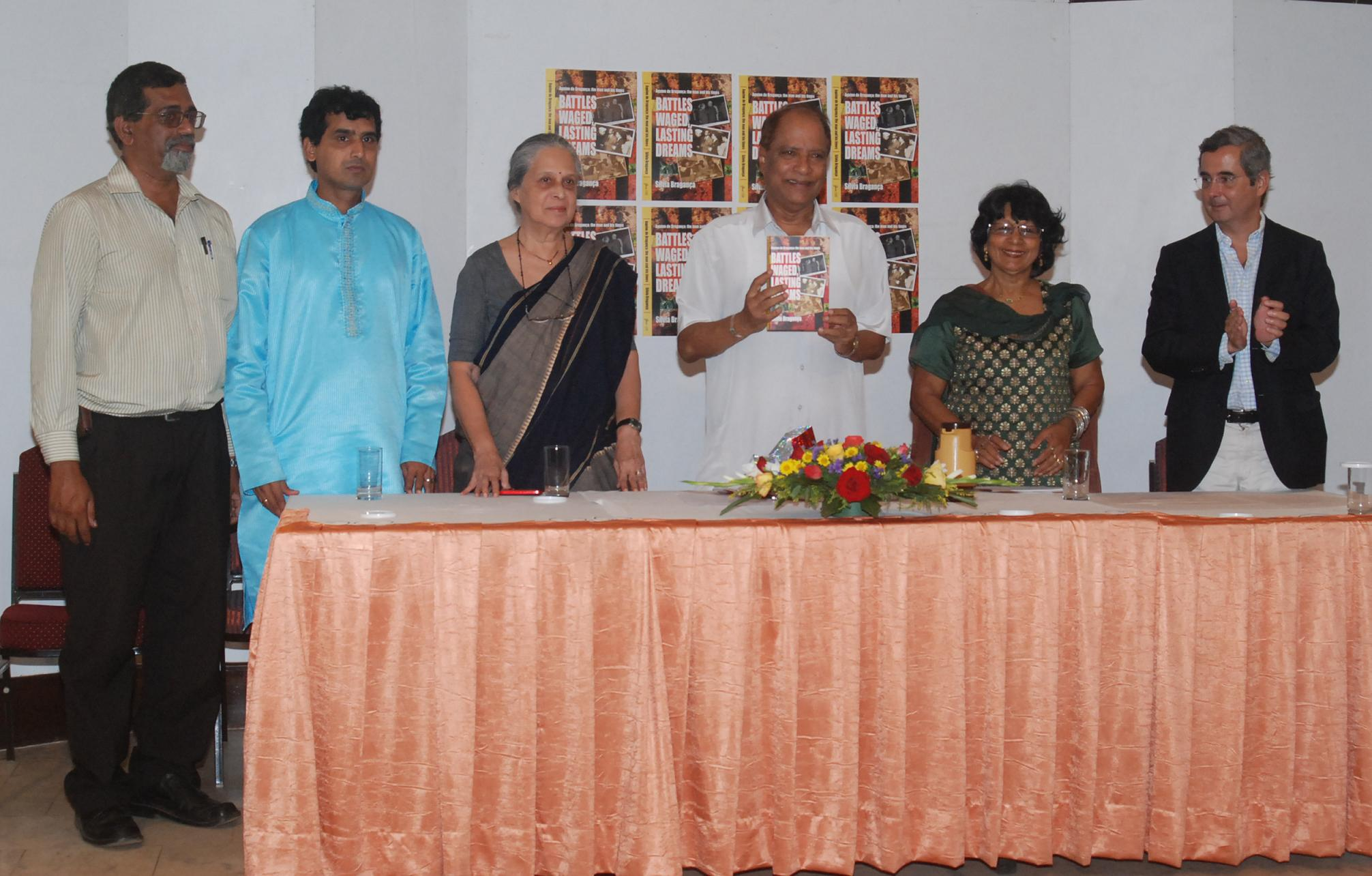
A Panjim, Goa, abril 2011, durant el llançament del llibre d'Aquino de Bragança. D'esquerra a dreta, Miguel Braganza (un parent), l'historiador Prajal Sakhardande, la literata Maria Aurora Couto, l'antic ministre federal hindi Eduardo Faleiro, l'escriptora Silvia Bragança i el cònsol general portuguès a Goa, Antonio Costa Sabido.

En 1951, Aquino de Bragança va marxar a França. Va estudiar física a Grenoble i París, alhora que es reunia amb estudiants descontents amb el paper de Portugal com a potència colonial i que en tenien conceptes negatius i crítics, entre ells Mário Pinto de Andrade, Frantz Fanon i Marcelino dos Santos. Aquino de Bragança va desenvolupar en aquest moment una forta consciència política marxista i vivia amb l'esperança que la colònia de Goa podria ser independent de Portugal. Va crear llaços personals sobre la base de les seves idees compartides amb altres activistes de diverses colònies portugueses.
Amb aquests activistes polítics va desenvolupar una aliança informal anomenada Grup París-Casablanca Alger, germen de la futura Confederação das Organizações Nacionalistas das Colonias Portuguesas (CONCP). En 1957 Aquino va marxar de Marroc a Algèria, on fou professor de ciències i es va casar amb la seva primera esposa Mariana, alhora que treballava com a periodista i treballava per a la revista Afrique-Asie, fundada per Simon Malley i amb seu a París.
Amb el consentiment del rei Mohamed V va actuar com a secretari del grup editorial del diari marroquí Al Istiklal i com a secretari privat de Ben Barka, líder de l'oposició marroquí amb el que es va trobar a París.
Quan el PAIGC i el MPLA en 1961 van establir la seu de la CONCP a Rabat per coordinar el treball polític del moviment independentista de les colònies portugueses, juntament amb el sindicalista Jorge Vaz va representar el Partit Popular de Goa en la nova organització. La seva participació en aquesta organització paraigua provocà la seva creixent influència en la secretaria de la CONCP i l'ampliació dels contactes amb els protagonistes en els moviments d'alliberament al continent africà.
La família Bragança va viure fins a 1962 al Marroc. El mateix any es van traslladar a Alger (Algèria). Durant aquest temps va treballar en condicions precàries i la seva activitat periodística només li oferia una vida modesta. Va cofundar el setmanari Révolution Africaine, i va escriure al diari El Moudjahid.
Per aquells anys el govern del dictador Salazar s'havia adonat de les seves activitats polítiques i va buscar una ordre de detenció de la policia secreta portuguesa (PIDE) i des del 14 de març de 1962 totes les seves activitats van ser supervisades per la PIDE i registrades en informes periòdics.
El 1965 apareix com a participant del 3 al 8 d'octubre a la segona conferència de la CONCP a Dar es Salaam, que tenia Agostinho Neto com a secretari i va ser organitzada per Mário Pinto de Andrade (MPLA) i Amalia de Fonseca i el propi Aquino. Va participar com a autor i coautor juntament amb Pascoal Mocumbi i Edmundo Rocha dels documents de la conferència (com "La situació política a Portugal" i "Lluita per l'alliberament de les colònies portugueses").
Per recomanació de Simon Malley fou comentarista de temes de les colònies portugueses des de 1969 a Africasia, que més tard es va convertir en Afrique-Asie. Junt amb Immanuel Wallerstein i Melo Antunes, va publicar el treball de tres volums Quem é o inimigo. Tractava de qüestions clau del colonialisme, i va aparèixer per primera vegada el 1978 a Lisboa.
El seu treball a Algèria reflecteix una etapa d'activitat periodística global amb els objectius de promoure els moviments d'alliberament africans i la participació en el suport logístic, la construcció del seu perfil internacional i la promoció de la formació de periodistes. D'aquesta manera, Aquino de Bragança va ser fundador de l'Escola de Periodisme d'Algèria, on va ensenyar cursos de sociologia del periodisme. Durant les seves variades activitats que va conèixer les principals figures dels moviments d'alliberament, en fou el seu conseller i amic de molts d'ells, com Mário Pinto de Andrade, Ahmed Ben Bella, Amílcar Cabral, Samora Machel, Agostinho Neto i Eduardo Mondlane.
Després que el revolució dels clavells de 1974 a Portugal, Aquino de Bragança va decidir intensificar encara més la seva participació a Moçambic. Aquest esdeveniment havia canviat l'equilibri de poder al sud d'Àfrica per complet. A l'inici d'aquest nou capítol de la vida, va ser comissionat per Samora Machel en maig de 1974 amb una missió política a Lisboa, per tal d'esbrinar el nou interlocutor en les negociacions per al FRELIMO en una situació amb el poder en un estat de flux a la capital colonial, Lisboa.
Això el va portar a reunir-se amb Ernesto Melo Antunes i als primers contactes oficials amb Mário Soares, a qui havia conegut abans a París, i amb el ministre portuguès de contactes inter-territorials, António de Almeida Santos. Aquino de Bragança va iniciar les primeres converses oficials en nom de la seva futura pàtria de Moçambic amb les noves forces polítiques de l'antiga potència colonial, Portugal. Com a resultat es van desenvolupar intensos contactes de treball entre les dues parts, que van ser impulsats en gran manera per Victor Crespo del govern portuguès i per Joaquim Chissano i Aquino de Bragança de part moçambiquesa. En setembre de 1974 els representants de les dues parts es van reunir a Lusaka per a més negociacions. En aquest context, es van mantenir converses entre Samora Machel i Ramalho Eanes, que més tard es va convertir en president de Portugal, veterà general a Angola i membre del Movimento das Forças Armadas.

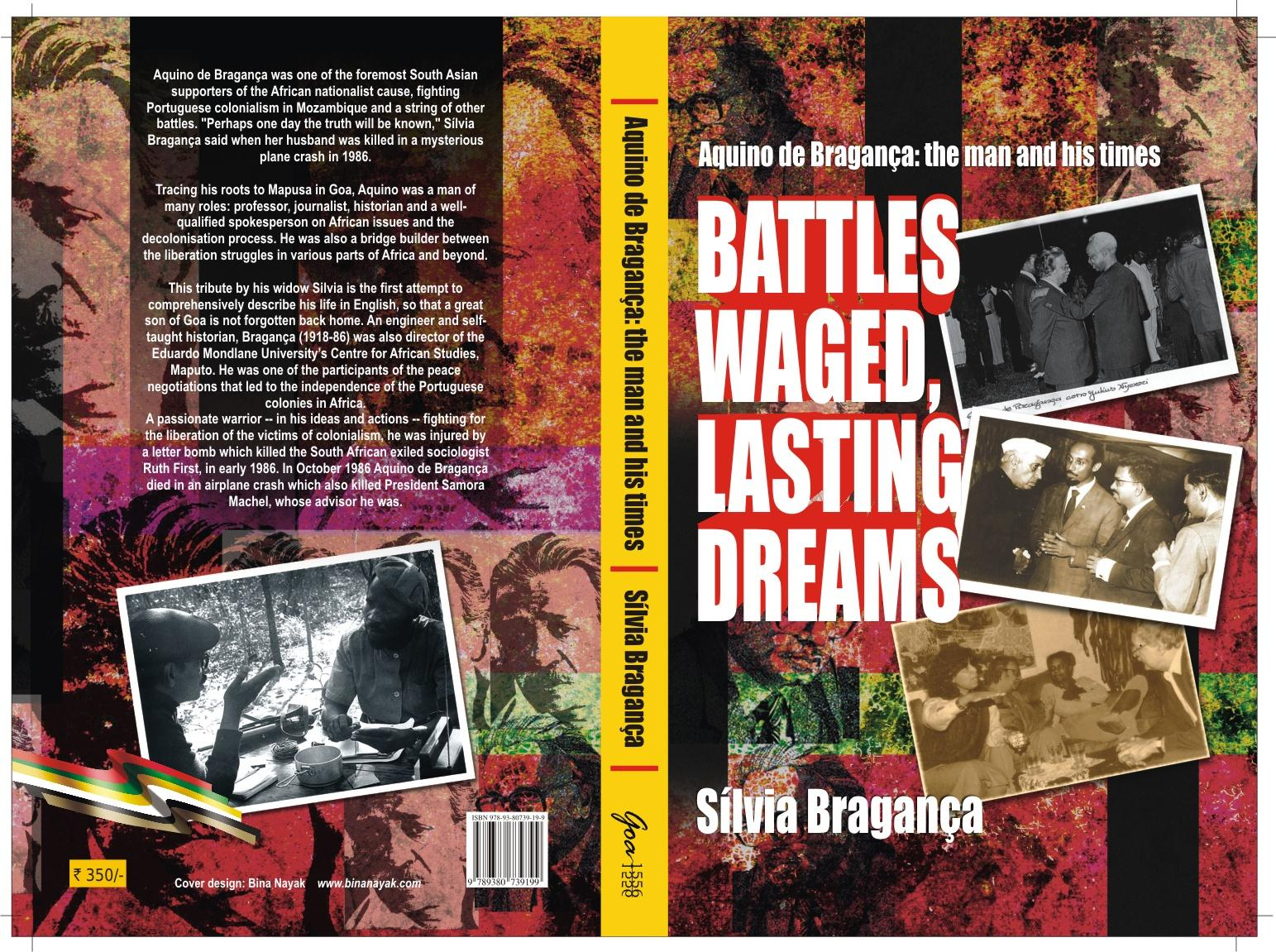
Coberta de la versió anglesa de la biografia d'Aquino.

Després de la victòria del FRELIMO a Moçambic, Aquino de Bragança va renunciar a un possible càrrec de ministre en el govern de Samora Machel. En lloc d'això, es va assumir el càrred d'assessor del Centre d'Estudis Africans de la Universitat Eduardo Mondlane a Maputo, fundat el 1975. A l'any següent va ser nomenat director d'aquesta àrea de recerca. Els estudis es referien a qüestions de desenvolupament a Moçambic i la situació al país veí de Rhodèsia. La periodista i sociòloga sud-africana Ruth First fou nomenada directora de recerca en 1977. Ella havia ensenyat prèviament a la Universitat de Durham, Regne Unit. En conjunt, posaren a un grup internacional de científics socials. El primer projecte de col·laboració fou El Minaire Moçambiquès, enfocdada als minaires moçambiquesos a Sud-àfrica. In the assassination of Ruth First in 1982 in the university premises by the use of a South African-sourced letter bomb, Aquino was seriously injured, while Ruth First died of this attack.
La seva relació amistosa de confiança amb Samora Machel li va donar un lloc especial en el Moçambic postcolonial. Dins del govern, Aquino de Bragança va ser anomenat "el submarí", pel que sembla per la seva capacitat per treballar darrere de les escenes. Preguntat pel seu credo polític, es va descriure com un "anti-anti-comunista."

## Mort
Aquino de Bragança va morir el 19 d'octubre de 1986 en l'accident del Tupolev Tu-134 a les muntanyes Lebombo, vora la frontera entre Moçambic i Sud-àfrica. Amb ell hi viatjaven a l'avió el president de Moçambic Samora Machel i uns altres 33 alts càrrecs del país. Les causes de l'accident encara no estan clares. Abans de la seva mort, Bragança va treballar en els preparatius d'una reunió entre el canceller de Sud-àfrica Pik Botha i Samora Machel, que podria haver donat lloc a una reducció dels conflictes entre els dos països.

## Família

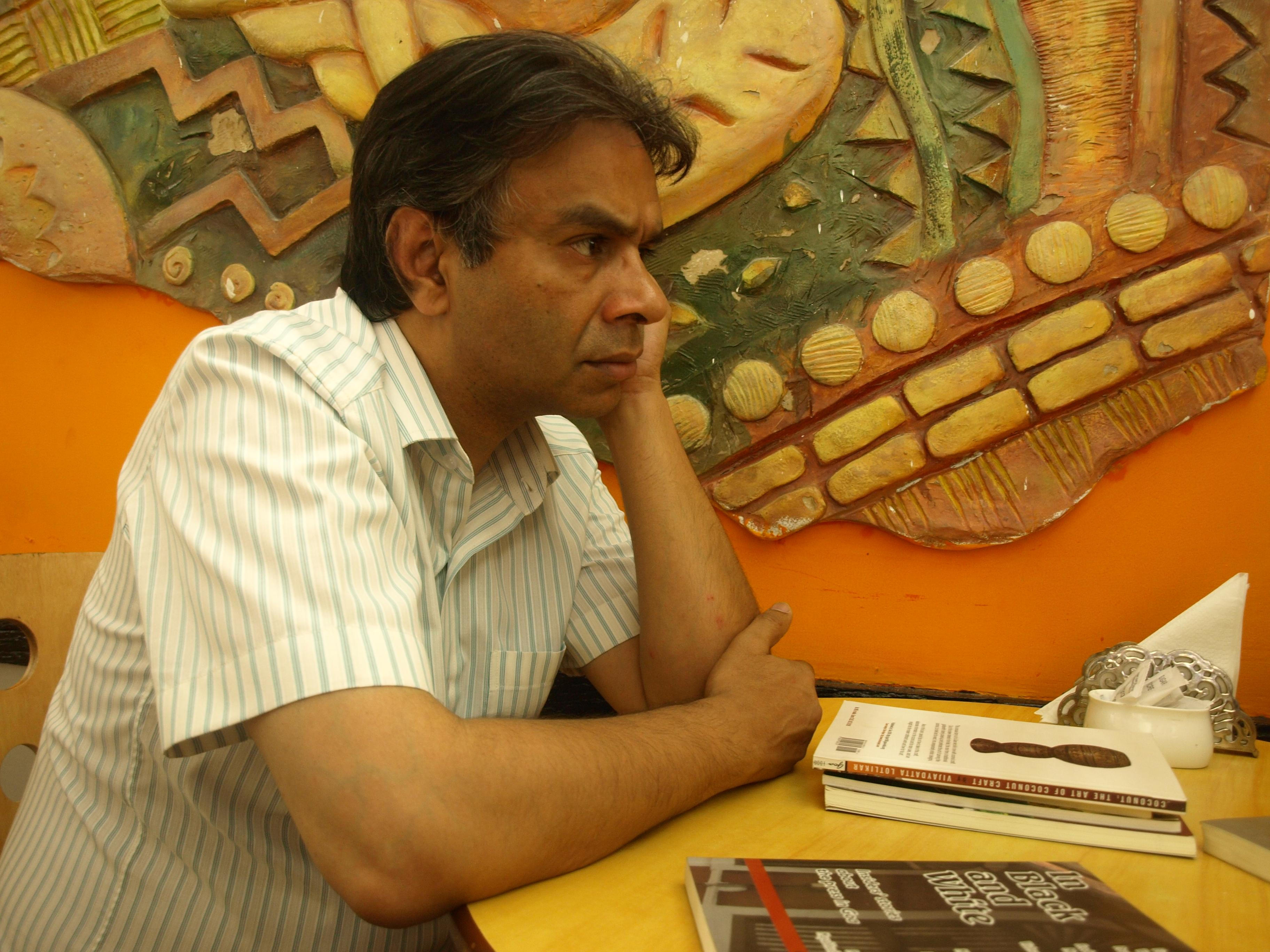
Radek, fill d'Aquino de Bragança, a Panjim durant una visita a Goa. Circa 2011.

Aquino de Bragança estava casat amb Mariana Bragança. Del seu primer matrimoni va tenir dos fills, Maya (1 de març de 1962) i Radek (30 de novembre de 1959). El 23 de maig de 1979 la seva primera esposa va morir de càncer. Es va casar per segon cop amb Silvia do Rosário da Silveira el 22 de setembre de 1984.

## Honors
- El Centro de Estudos Sociais Aquino de Bragança (CESAB) a la Universitat Eduardo Mondlane de Maputo porta el seu nom.[3]
- La Universitat de São Paulo la va donar el seu nom a la seva àrea de recerca d'estudis socials (Centro de Estudos sociais Aquino de Bragança).[4]
- L'antic ministre de la Unió Índia Eduardo Faleiro va elogiar en 2011 el treball de la vida Aquino de Bragança en el món dels moviments d'alliberament globals.[5]

## Escrits selectes
- Brandt, Krupp et le Portugal. In: Africasia No. 12, 30 March 1970, pp. 14–16
- Amílcar Cabral. Lisbon 1976
- Independence without decolonization: the transfer of power in Mozambique, 1974-1975. Harare 1985
- Zimbabwe: Réflexions sur le problème rhodésien. Etude de Centre d'Etudes du Africaines Mozambique, In: Revue tiers-monde, Vol 20 (1979), pp. 79–118 ISSN 0040-7356
- Aquino de Braganca, Immanuel Maurice Wallerstein: African Liberation Reader. 3 volumes, 1982
- Aquino de Braganca, Jacques Depelchin: From the idealization of Frelimo to the understanding of the recent history of Mozambique. A: African Journal of Political Economy, Vol 1, No. 1, 1986, pp. 162–180

## Bibliografia

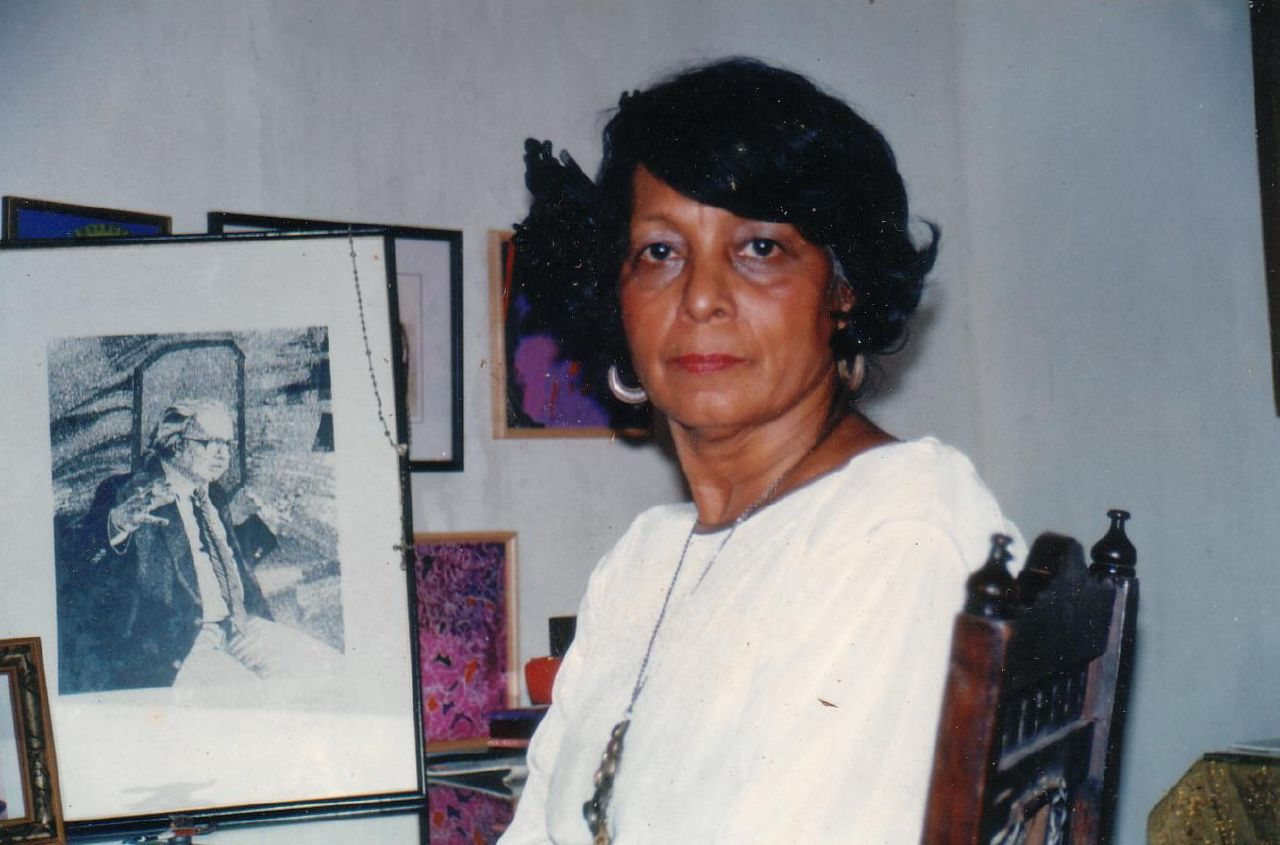
Sílvia Bragança, vídua d'Aquino de Bragança, fotografiada a Santo Estevam, Goa.